# Elefántcsontpart az 1964. évi nyári olimpiai játékokon
Elefántcsontpart a japán Tokióban megrendezett 1964. évi nyári olimpiai játékok egyik részt vevő nemzete volt. Az országot az olimpián 2 sportágban 9 sportoló képviselte, akik érmet nem szereztek. Elefántcsontpart első alkalommal vett részt az olimpiai játékokon.

## Atlétika
Férfi
| Versenyző            | Versenyszám    | Előfutam | Előfutam | Előfutam | Negyeddöntő | Negyeddöntő | Negyeddöntő | Elődöntő | Elődöntő | Elődöntő | Döntő   | Döntő    |
| Versenyző            | Versenyszám    | Idő      | Hely.    | Össz.    | Idő         | Hely.       | Össz.       | Idő      | Hely.    | Össz.    | Idő     | Helyezés |
| -------------------- | -------------- | -------- | -------- | -------- | ----------- | ----------- | ----------- | -------- | -------- | -------- | ------- | -------- |
| Gaoussou Koné        | 100 m          | 10,50    | 1.       | 4.**     | 10,45       | 4.          | 11.         | 10,48    | 2.       | 9.       | 10,47   | 6.*      |
| Yoyaga Dit Coulibaly | 400 m          | 47,8     | 7.       | 37.      | kiesett     | kiesett     | kiesett     | kiesett  | kiesett  | kiesett  | kiesett | kiesett  |
| Denos Adjima Beche   | 1500 m         | 3:53,5   | 7.       | 33.      |             |             |             | kiesett  | kiesett  | kiesett  | kiesett | kiesett  |
| Simbara Maki         | 110 m gát      | 15,3     | 8.       | 35.      |             |             |             | kiesett  | kiesett  | kiesett  | kiesett | kiesett  |
| Jean Toffey Ekonian  | 3000 m akadály | 9:47,4   | 9.       | 29.      |             |             |             |          |          |          | kiesett | kiesett  |

| Versenyző          | Versenyszám   | Selejtező | Selejtező | Döntő    | Döntő    |
| Versenyző          | Versenyszám   | Eredmény  | Helyezés  | Eredmény | Helyezés |
| ------------------ | ------------- | --------- | --------- | -------- | -------- |
| Denis Ségui Kragbé | Súlylökés     | 16,59 m   | 20.       | kiesett  | kiesett  |
| Denis Ségui Kragbé | Diszkoszvetés | 46,43 m   | 24.       | kiesett  | kiesett  |

* - egy másik versenyzővel azonos időt ért el

** - két másik versenyzővel azonos időt ért el

## Ökölvívás
| Versenyző        | Versenyszám  | Selejtező         | 32-es főtábla                       | Nyolcaddöntő                  | Negyeddöntő       | Elődöntő          | Döntő             | Helyezés |
| Versenyző        | Versenyszám  | Ellenfél Eredmény | Ellenfél Eredmény                   | Ellenfél Eredmény             | Ellenfél Eredmény | Ellenfél Eredmény | Ellenfél Eredmény | Helyezés |
| ---------------- | ------------ | ----------------- | ----------------------------------- | ----------------------------- | ----------------- | ----------------- | ----------------- | -------- |
| Gabriel Achy     | Könnyűsúly   | erőnyerő          | Campbell Palmer (CAN) · 2-3         | kiesett                       | kiesett           | kiesett           | kiesett           | 17.      |
| Boniface Hie Toh | Váltósúly    |                   | Hans-Erik Pedersen (DEN) · kizárták | kiesett                       | kiesett           | kiesett           | kiesett           | 17.      |
| Firmin N'Guia    | Félnehézsúly |                   | Frederick Casey (AUS) · 3-2         | František Poláček (TCH) · RSC | kiesett           | kiesett           | kiesett           | 9.       |